# سيف الأمازون الأسطواني
سيف الأمازون الأسطواني (الاسم العلمي:Echinodorus cylindricus) هو نوع من النباتات يتبع جنس سيف الأمازون من الفصيلة المزمارية.